# Elektronen-Stretcher-Anlage

Logo

Die Elektronen-Stretcher-Anlage (kurz ELSA) ist ein von der Universität Bonn betriebener Teilchenbeschleuniger. Die dreistufige Anlage kann einen internen Strahlstrom von maximal 200 mA bei einer Energie von bis zu 3,5 GeV speichern und zu verschiedenen Experimentierplätzen extrahieren.

## Aufbau
ELSA ist der größte von einer deutschen Universität betriebene Teilchenbeschleuniger. Die gesamte Anlage, die seit 1987 in ihrer jetzigen Form in Betrieb ist, besteht aus drei hintereinandergeschalteten Beschleunigern.

### Linearbeschleuniger
Zunächst beschleunigt einer der beiden Linearbeschleuniger LINAC 1 (im Aufbau) oder LINAC 2 die Elektronen auf ca. 20 MeV. Je nach Wunsch können polarisierte oder thermisch generierte Elektronen zum Einsatz kommen. An LINAC 1 wird außerdem ein Single-Bunch-Injektor in Betrieb genommen, mit dem es möglich sein wird nur ein einziges Elektronenpaket in Stretcherring zu speichern.

### Booster-Synchrotron
Die vorbeschleunigten Elektronen werden im sogenannten Booster-Synchrotron auf typischerweise 1,2 bis 1,6 GeV gebracht.
Das Booster-Synchrotron arbeitet mit der Netzfrequenz von 50 Hz, das heißt, alle 20 Millisekunden wird ein Strahl vom LINAC injiziert, beschleunigt und in den Stretcherring extrahiert. Der beschleunigte Strahl steht dann nur in sehr kurzen Pulsen von weniger als einer Millisekunde zur Verfügung. Lange Zeit wurde der gepulste Strahl direkt genutzt.

### Stretcherring

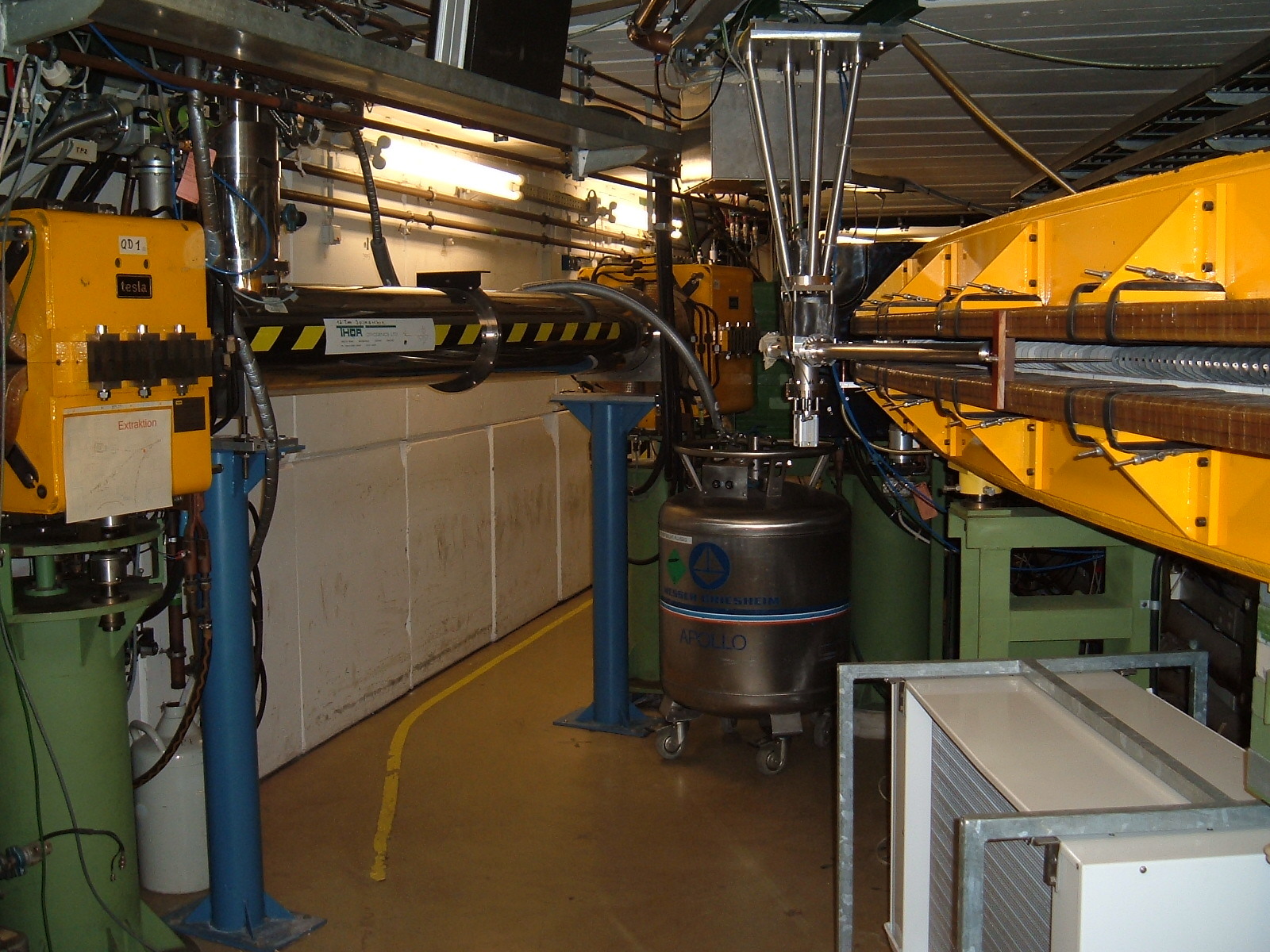
Extraktionselemente des Stretcherrings mit supraleitendem Solenoid

Der nachgeschaltete, 164 m umfassende Stretcherring kann heute die Pulse des Synchrotrons entweder über 20 Millisekunden speichern und in dieser Zeit gleichmäßig zum externen Experiment extrahieren oder mehrere Pulse sammeln, gegebenenfalls auf Energien bis zu 3.5 GeV nachbeschleunigen und schließlich über lange Zeiten (Sekunden bis Minuten) gleichmäßig extrahieren. Nach seinem Bau in den achtziger Jahren konnten die Experimente (In der Vergangenheit: PHOENICS, ELAN, SAPHIR, GDH und aktuell Crystal-Barrel und BGO-OD) mit nahezu konstantem Strom versorgt werden.

## Experimente

### Experimente mit Synchrotronstrahlung
Nebenprodukt bei der Beschleunigung von leichten geladenen Teilchen in Kreisbeschleunigern ist die sogenannte Synchrotronstrahlung. Sie entsteht in den Ablenkdipolen der Maschine, ist äußerst intensiv und enthält über ein weites Spektrum auch hochenergetische Anteile (neben sichtbarem Licht insbes. UV- und Röntgenstrahlung). In der Vergangenheit war neben hochauflösender Lithographie insbesondere die Röntgen-Fluoreszenz-Spektroskopie zur Echtzeituntersuchung von chemischen Prozessen von Bedeutung, aber auch Strukturuntersuchungen an speziellen Materialien, z. B. Tiefenprofilanalysen von oberflächenbehandeltem Material, z. B. nach Implantation oder Dotierung mit Fremdatomen. Aktuell werden an ELSA keine Experimente mit Synchrotronstrahlung durchgeführt.

### Hadronenspektroskopie
Für aktuelle Experimente werden polarisierte Photonen benötigt, die mittels polarisierter Elektronen aus ELSA durch Bremsstrahlung an einer Photonenmarkierungsanlage (Taggingsystem) erzeugt werden können. In Kombination mit einem unpolarisierten oder polarisierten Protonen-Target können z. B. Baryonresonanzen vermessen werden. Als Target wird flüssiger Wasserstoff bzw. Deuterium oder alternativ ein polarisiertes Frozen-Spin Butanoltarget verwendet. Die Elektronen in der Atomhülle können bei den Untersuchungen fast vernachlässigt werden, wenn man als Projektilteilchen nicht geladene Teilchen wie Elektronen, sondern ungeladene wie Photonen nimmt. Dann wechselwirken diese nur mit den Kernen, welche in den einfachsten Fällen nur aus Protonen bestehen.

### Detektortests
In den ehemaligen Synchrotronlichtlaboren befindet sich eine externe Strahlführung, die einen primären Elektronenstrahl liefert, der für Tests von Detektorkomponenten eingesetzt wird.